# Колыбельная для мужчин
«Колыбельная для мужчин» — советский художественный фильм по рассказу Юрия Яковлева «Девушка из Бреста».

## Сюжет
Клавдия Ивановна, мать десятиклассника Коли, во время войны спасла жизнь лейтенанту, став впоследствии его женой. Потом муж умер, и молодая женщина одна растила сына. Мать стала для мальчика первым другом. Ничего не скрывал от неё Коля, пока в его жизни не появилась Валя, красивая беспечная девушка. И совсем неожиданно пришла в дом беда — Клавдия Ивановна ослепла, сказалось фронтовое ранение. Горе не сломило мужественную женщину, она была всё такой же бодрой и приветливой. Коля поступает работать. И когда Валя раскрывается перед ним, пытаясь изменить его отношение к матери, Коля делает свой выбор…

## В ролях
- Люсьена Овчинникова — Клавдия Ивановна
- Юрий Шлыков — Коля Санин
- Наталья Андрейченко — Валя Крылова
- Татьяна Пельтцер — тётя Таня, врач
- Наталья Рычагова — Оля, секретарь комсомольской организации в школе
- Игорь Янковский — Сева
- Николай Скоробогатов — шабашник
- Вадим Захарченко — экспедитор груза сантехники
- Владислав Федченко — Саня, муж Клавдии Ивановны, лейтенант в воспоминаниях матери о войне
- Геннадий Чулков — учитель
- Радий Афанасьев — Завьялов
- Виктор Перевалов — солдат у памятника погибшим воинам
- Николай Горлов — бригадир грузчиков

## Съёмочная группа
- Автор сценария: Юрий Яковлев
- Режиссёры: Иван Лукинский, Владимир Златоустовский
- Оператор: Александр Рыбин
- Композитор: Кирилл Молчанов
- Художник: Людмила Безсмертнова